# شهرستان کدو (اکلاهما)
شهرستان کدو، اکلاهما (به انگلیسی: Caddo County, Oklahoma) شهرستانی در ایالات متحده آمریکا است که در اکلاهما واقع شده‌است.

## خصوصیات
شهرستان کدو ۳٬۳۴۲ کیلومترمربع مساحت دارد.